# Hospitalbahn Vadstena
| Letzte Fahrt von Myntbacken über den Hjertstedtska- Park in die Sjögatan, Sept. 1930 Ausweichstelle am nordöstlichen Ende der Sjögatan, um 1910 |                     |                                   |                                   |
| Ehemaliger Streckenverlauf von 1897 auf einer Karte von 2022 |                     |                                   |                                   |
| Spurweite: | 600 mm (Schmalspur) |                                   |                                   |
| |                     |                                   |                                   |
| \| \| \| Holzlagerplatz \| \| \| \| \| \| \| \| \| \| Lastköpingsgatan \| \| \| \| \| Schweinestall, Gewächshäuser \| \| \| \| \| Anleger, Kloster und Bäckerei \| \| \| \| \| Frauenklinik, Lastköpingsgatan \| \| \| \| \| Lasarettsgatan \| \| \| \| \| Torggatan \| \| \| \| \| Sjögatan \| \| \| \| \| \| \| \| \| \| \| \| \| \| \| Vallgraven, Bahnhof, Slottsgatan \| \| \| \| \| \| \| \| \| \| Asyl, Klinik für männl. Patienten \| \| \| \| \| Maschinenhaus \| \| \| \| \| \| \| |                     |                                   |                                   |
| Strecke von links (außer Betrieb) · Strecke quer (außer Betrieb) |                     | Holzlagerplatz                    | Holzlagerplatz                    |
| Strecke nach halbrechts und von links (außer Betrieb) · Abzweig geradeaus und nach rechts (Strecke außer Betrieb) |                     |                                   |                                   |
| Strecke von halblinks (außer Betrieb) · Strecke (außer Betrieb) |                     | Lastköpingsgatan                  | Lastköpingsgatan                  |
| Abzweig geradeaus und von links (Strecke außer Betrieb) · Strecke quer (außer Betrieb) · Abzweig quer, nach links und nach rechts (Strecke außer Betrieb) · Abzweig quer, von links und von rechts (Strecke außer Betrieb) |                     | Schweinestall, Gewächshäuser      | Schweinestall, Gewächshäuser      |
| Abzweig geradeaus, nach links und nach rechts (Strecke außer Betrieb) · Strecke (außer Betrieb) |                     | Anleger, Kloster und Bäckerei     | Anleger, Kloster und Bäckerei     |
| Strecke (außer Betrieb) |                     | Frauenklinik, Lastköpingsgatan    | Frauenklinik, Lastköpingsgatan    |
| |                     | Lasarettsgatan                    |                                   |
| Strecke (außer Betrieb) |                     | Torggatan                         | Torggatan                         |
| |                     | Sjögatan                          |                                   |
| Strecke (außer Betrieb) |                     |                                   |                                   |
| Strecke (außer Betrieb) |                     |                                   |                                   |
| Strecke (außer Betrieb) · Strecke (außer Betrieb) |                     | Vallgraven, Bahnhof, Slottsgatan  | Vallgraven, Bahnhof, Slottsgatan  |
| Abzweig geradeaus und nach links (Strecke außer Betrieb) · Abzweig geradeaus, nach rechts und von rechts (Strecke außer Betrieb) |                     |                                   |                                   |
| Strecke (außer Betrieb) |                     | Asyl, Klinik für männl. Patienten | Asyl, Klinik für männl. Patienten |
| Abzweig geradeaus und nach links (Strecke außer Betrieb) |                     | Maschinenhaus                     | Maschinenhaus                     |
| Strecke (außer Betrieb) |                     |                                   |                                   |

Die Hospitalbahn Vadstena war eine schmalspurige Pferdebahn des Krankenhauses von Vadstena in Schweden, die hauptsächlich für den Transport von Lebensmitteln eingesetzt wurde. Sie verlief durch das Zentrum von Vadstena und wurde von etwa 1876 bis 1930 betrieben. Die Spurweite betrug 600 mm.

## Geschichte

### Pferdebahn Hofgården–Wadstena
Bereits im Sommer 1871 hatte die Zuckerfabrik zwischen dem Fabrikgelände und der neun Kilometer südlich gelegenen Siedlung Hof am Hofgården östlich des Sees Tåkern eine Pferdebahn für den Transport von Zuckerrüben gebaut, d. h. vier Jahre, bevor Paul Decauville seine vorgefertigten Gleisjoche erfand. Der Verkehr auf der auch Hovlinjen genannten Feldbahn war jedoch nur von kurzer Dauer und wurde wahrscheinlich mit der Einstellung des Rübenanbaus im Jahr 1876 eingestellt. Teile dieser Gleisanlagen könnten daher bei der späteren Gründung des Krankenhauses erhalten gewesen und für die Hospitalbahn wiederverwendet worden sein.

### Krankenhaus
In den 1890er Jahren erwarb das Krankenhaus das Gebäude in der Slottsgatan 10, das später Asyl genannt wurde. Das Gebäude wurde 1871 als Zuckermühle in Betrieb genommen, die bereits 1879 in Konkurs ging. Danach beherbergte das Gebäude ein Gaswerk und eine Tabakfabrik, bevor es vom Krankenhaus erworben und 1895 als Männerabteilung eröffnet wurde. Die Entfernung zur neuen Abteilung des Krankenhauses führte dazu, dass dazwischen Transporte erforderlich waren. Das damalige Straßenpflaster war für den Transport von Lebensmitteln mit Pferdefuhrwerken ungeeignet.

## Streckenverlauf
Männliche Patienten wurden im Asyl behandelt, während weibliche Patienten vor allem im ehemaligen Kloster Vadstena in Vadstena kungsgård untergebracht wurden, das im 14. Jahrhundert im Bjälboätten-Palast eingerichtet worden war, sowie ab Mitte der 1850er Jahre in einem Gebäude in der Lastköpingsgatan. Die zentrale Küche befand sich in dem hoch aufragenden Gebäude im Norden des Klosters. Am nordwestlichen Ende der Lastköpingsgatan befand sich ein Holzlager. Entlang des Tycklingestigen gab es Schweineställe und Gewächshäuser, und im Stora Dårhuset (deutsch in etwa großes Irrenhaus, auch großes Tollhaus) befand sich eine Bäckerei.
Die Güterbahn verband das sogenannte Asyl über Slottsgatan, Sjögatan, Torggatan und Lasarettsgatan mit der Zentralküche. Nördlich der Zentralküche verzweigte sich die Bahn in eine Strecke zwischen dem Kloster und der Küche in Richtung Stora Dårhuset und eine Strecke in Richtung Holzlagerplatz. Der Holzlagerplatz und Stora Dårhuset waren wiederum durch eine Strecke in der Lastköpingsgatan verbunden, die bis zum nördlichen Ende der Frauenklinik führte.
Es gab Abzweigungen von der Lastköpingsgatan zum Schweinestall und zum Gewächshaus am Tycklingestigen, von der Zentralküche zu einem Schiffsanleger im Vättern und vom Asyl teils zum Schlossgraben und in die Nähe des Bahnhofes der Fågelsta–Vadstena–Ödeshögs Järnväg, teilweise nördlich entlang dieser Bahnstrecke. Am nordöstlichen Ende der Sjögatan und in der Lasarettsgatan in der Nähe des Klosters gab es Ausweichstellen. Der Bedarf für Ausweichstellen lässt auf ein relativ hohes Verkehrsaufkommen schließen.
Die Bahn transportierte vor allem gekochte Speisen von der Zentralküche zu den Stationen und Lebensmittelabfälle zum Schweinestall, aber auch andere Güter wie Brennholz. Sie wurde im Volksmund als Dramaten (Essens-Zug ) oder als Spårväg (Straßenbahn) bezeichnet.